# Екзоцитоз
Екзоцито́з — це енергозалежний процес виведення макромолекул, унаслідок чого внутрішньоклітинні секреторні пухирці зливаються з плазматичною мембраною клітини, і їхній вміст виводиться із клітини. Також, в результаті екзоцитозу у зовнішньоклітинний простір секретуються певні речовини, такі як гормони, нейротрансміттери чи екзосоми. Секреторний пухирець (чи везикула) проходить довгу стадію дозрівання в цитоплазмі перед тим, як він зливається з плазмалемою. Під час еззотитозу ділянка плазматичної мембрани втягується і замикається, утворюється ендоцитозний пухирець, що містить поглинений матеріал. При цьому ліпідний вміст секреторного пухирця стає частиною плазматичної мембрани, тоді як внутрішній вміст пухирця опиняється ззовні клітини. В процесі екзоцитозу виділяються гідрофобні речовини — які не можуть проходити через ліпідний гідрофільний бішар мембрани самостійно, але за допомогою екзоцитозу також секретуються спеціальні компоненти, такі як екзосоми, які самі по собі є гідрофільними ліпідними везикулами.

## Історія
Термін був запропонований Крістіаном де Дюве в 1963 році.

## Механізм дії

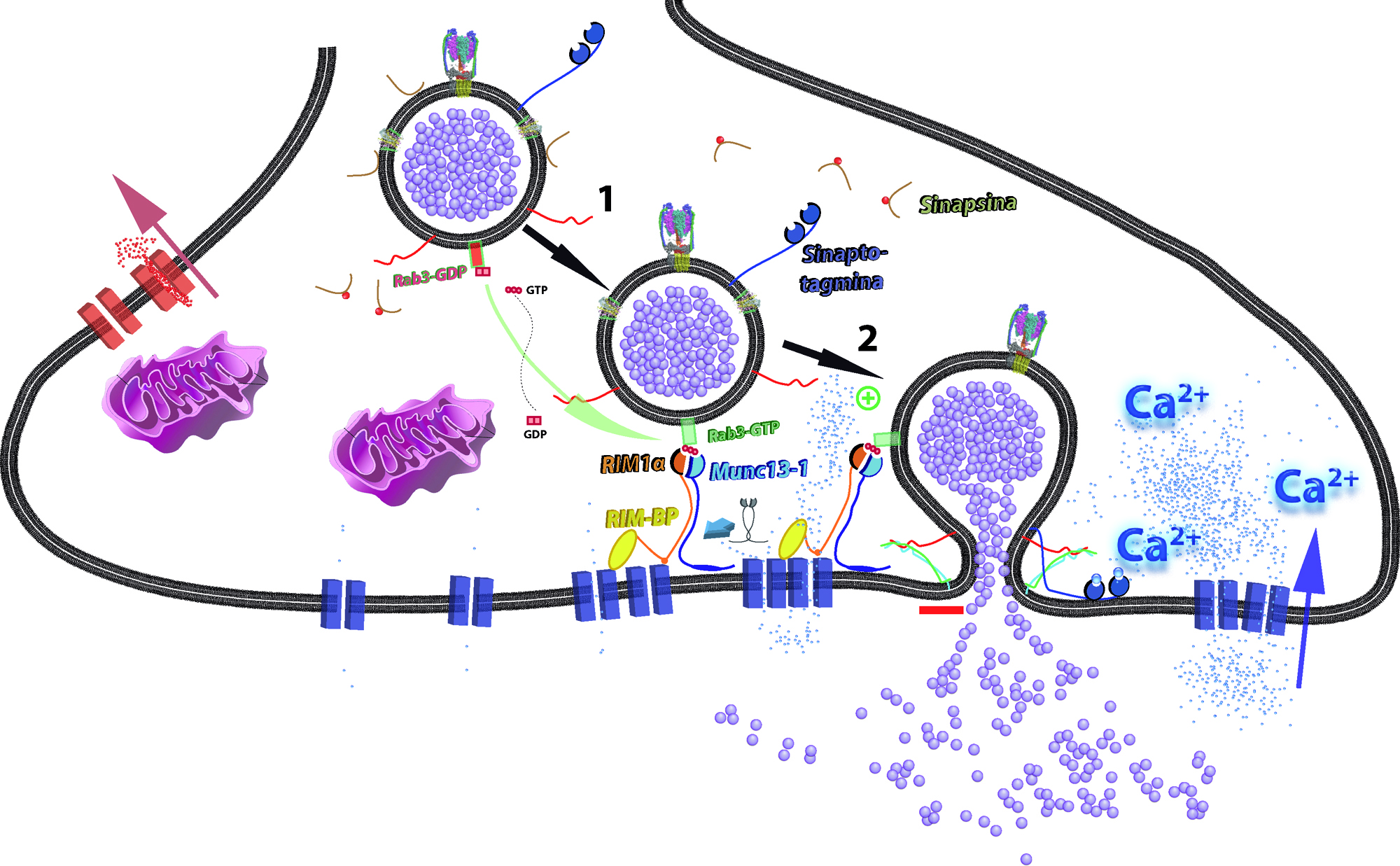
Екзоцитоз секреторного пухирця при передачі нервового імпульсу в синапсі. Пухирець (1) зливається з плазматичною мембраною нейрону (2) і вміст пухирця опиняється в синаптичній щілині.

За допомогою Ca2+- залежного екзоцитозу в процесі передавання нервового збудження від клітини до клітини в синаптичну щілину виділяються нейромедіатори із секреторних пухирців.

## Типи
Невеликі молекули переносять через мембрану за допомогою спеціальних молекулярних механізмів 2 типів: пасивного і активного транспорту.
Пасивний транспорт - переміщення невеликих полярних (CO2, Н2О) і неполярних (О2, N2) молекул за градієнтом концентрації або електрохімічним градієнтом без витрати енергії. Існують пізні форми пасивного транспорту:
- проста дифузія газів — під час дихання між порожниною альвеол легень і просвітом кровоносних капілярів, характеризується низькою вибірковістю мембран до речовин, що переносяться;
- полегшена дифузія — за участю компонентів мембрани (канали і переносники) переважно в одному напрямку (у клітині) за градієнтом концентрації без витрат енергії, характеризується вибірковістю до речовин;
- осмос — процес вирівнювання концентрації двох розчинів, розділених напівпроникною мембраною (оболонкою), переміщенням розчинника з менш концентрованого у більш концентрований розчин[3];
- дифузія - рух молекул та іонів із місця високої концентрації до місця нижчої або взаємне проникнення молекул речовини (газу, рідини, твердого тіла) один в одну при безпосередньому стиканні чи крізь пористу перегородку. Дифузія крізь мембрани за участю білків-переносників називається полегшеною.

Активний транспорт — перенесення молекул через мембрану за допомогою спеціальних білків проти концентраційного або електрохімічного градієнта з використанням енергії АТФ. Білки-перносники є одночасно ферментами і називаються АТФ-азами.

## Функції
Цитотоксичні T-лімфоцити та природні кілери виділяють цитотоксичні речовини за допомогою екзоцитозу в процесі імунної відповіді.

За допомогою процесу екзоцитозу нові білки, що інтегруються в зовнішню мембрану клітини, транспортуються до неї. Синтез інтегрального білку з мРНК відбувається на рибосомах, що прикріплені до гранулярного ЕПР, потім за допомогою білкових моторів везикула транспортується від ЕПР до комплексу Ґольджі, де білки зазнають пострансляційних модифікацій, зокрема глікозилювання. Далі везикула транспортується до плазмалеми і зливається з нею, таким чином білки опиняються вбудованими в клітинну мембрану (див. відео «Внутрішнє життя клітини» де показана активація лейкоцитів та їх іміграція, при якій інтегральні мембранні білки вбудовуються в плазмалему в процесі екзоцитозу).